# اسمالبرگ
اسمالبرگ (به انگلیسی: Smallburgh) یک محله مدنی و روستا در بریتانیا است که در North Norfolk واقع شده‌است. اسمالبرگ ۵٫۰۲ کیلومتر مربع مساحت و ۵۰۹ نفر جمعیت دارد.